# Humour juif

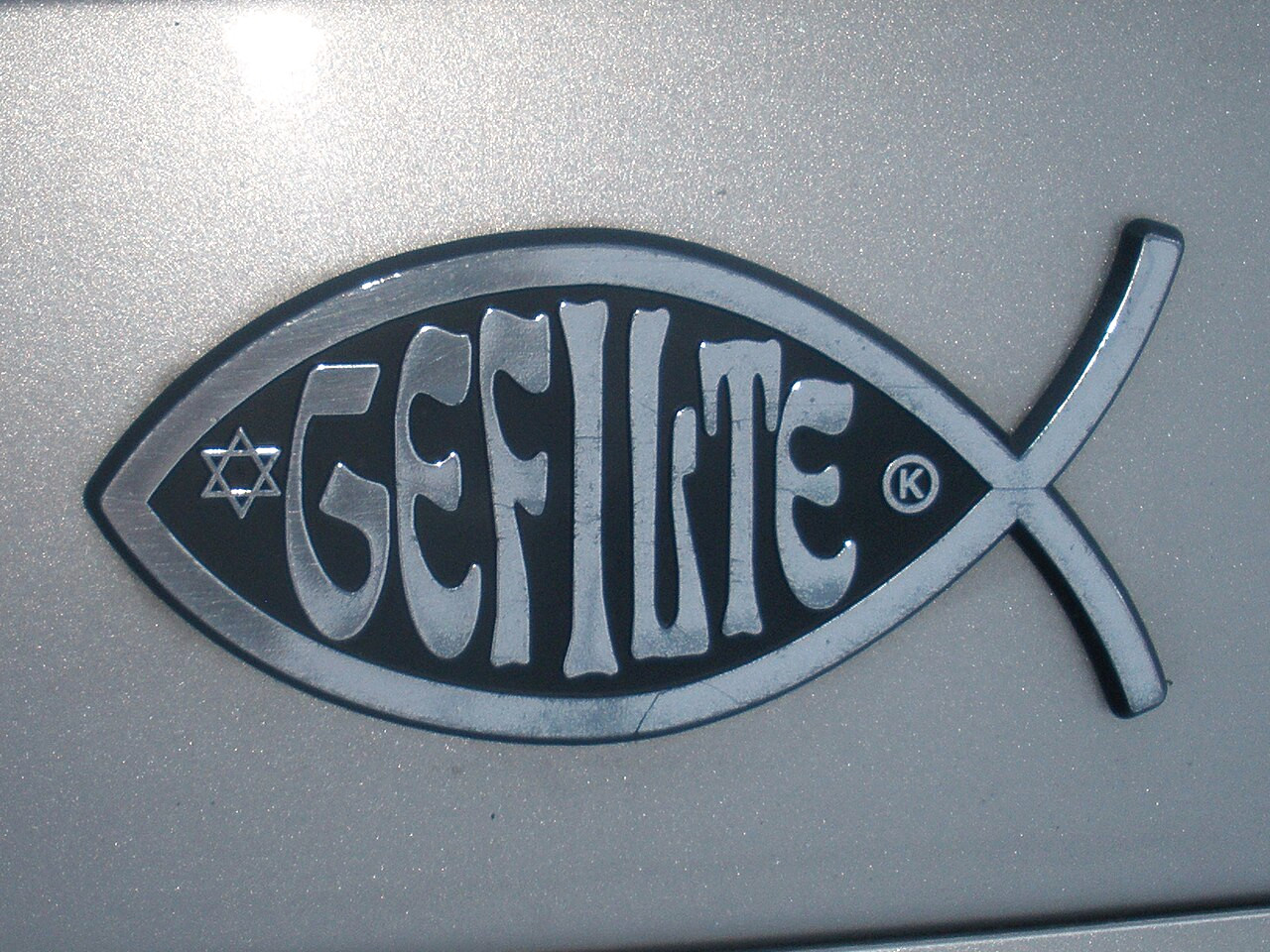
Plaque humoristique apposée sur une voiture, relative au plat emblématique ashkénaze du gefilte fish.

L’humour juif est l’humour porté par les Juifs sur le monde et sur eux-mêmes. Remontant à la Torah, aux Talmuds et au Midrash, il s’est diversifié selon les époques, les conditions socio-politiques, et les lieux dans lesquels se sont retrouvées les diverses communautés juives.
Actuellement, l’« humour juif » fait généralement référence à une forme plus récente, dont le centre était situé en Europe centrale et de l’Est, et s’est particulièrement développé aux États-Unis : les Juifs y sont fortement représentés, que ce soit dans le vaudeville, la stand-up comedy, les films, et la  télévision,.
Ce dernier humour, à base d’autodérision, est fréquemment empreint des stéréotypes des Juifs sur eux-mêmes ou des autres sur eux. Mais il peut prendre une forme plus universelle, et mettre en lumière l’absurdité de la condition humaine, de son rapport au divin, comme on le voit chez Franz Kafka,,.

## Présentation
L'humour juif - et le rire qu'il provoque - peut être sourcé dès l'Antiquité : dans la Bible hébraïque, « les centenaires Sarah et Abraham rient quand Dieu leur annonce qu’ils vont avoir un enfant ». Aussi, comme le nom du patriarche biblique Isaac signifie « Il rira », l'allusion devient ironique au regard de l'histoire et du sort du peuple juif, ainsi préparé depuis le début à ce qui l'attend. « Empreint d’ironie et d’autodérision, cet état d’esprit fait écho à la nature dialectique, distanciée, de la théologie juive, où la vérité n’existe que confrontée à celle de l’autre – et qui s’incarne notamment dans les exégèses ambivalentes de la Torah et du Talmud ».
Une des particularités de l’humour juif est d’être dirigé contre le Juif lui-même et son univers culturel. Ce qui en ressort n'est guère flatteur car ce sont ses propres défauts et ses faiblesses qui sont mis en scène. Cependant, cette « auto-agression » préserve une charge de sympathie et d’affection où auto-critique ironique et tendresse se confondent. Vladimir Jankélévitch souligne que cet humour réflexif « n’est pas sans la sympathie... L’humour compatit avec la chose plaisantée, il est secrètement complice du ridicule et se sent de connivence avec lui... Au fond, l’humour a un faible pour ce qu’il raille ».
Drôle et grinçant, l’humour juif est un compagnon de route et « une règle de survie », faisant passer des larmes au rire et du rire aux larmes,. Avec dès le Moyen Àge, une fabuleuse capacité à raconter des histoires amusantes et terribles (appelées witz) au shtetl, où, « isolés, ostracisés, persécutés, les Juifs développent dans ces ghettos une incroyable capacité d’humour défensif » qui semble figurer leur principale arme contre l'adversité. C'est un « outil de résilience », dit Delphine Horvilleur, pour redevenir acteur dans sa vie après avoir été victime d'une tragédie, « rire de soi (et des autres) aide à surmonter les tragédies et permet de se reconnaître dans un passé commun tissé de migrations, de persécutions et d’assimilations, l’humour juif est aussi l’objet de bien des clichés ».
Mendele Moïkher Sforim considère que « l'idée de son éternité est enfouie au fin-fond du cœur du Juif - c'est pourquoi, là où les autres pleurent, lui rit ! ».

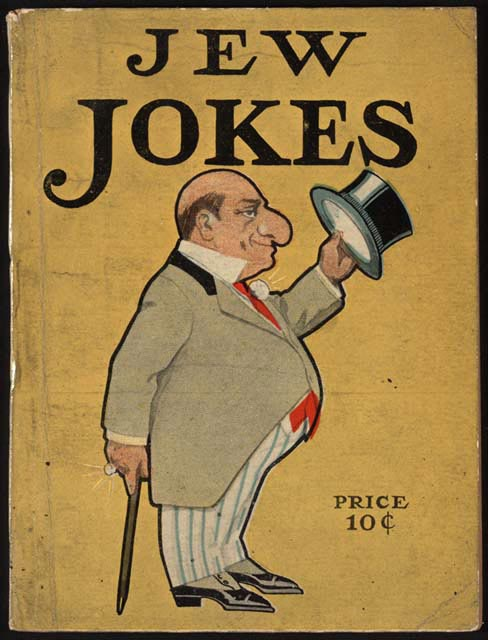
Livre antisémite intitulé Jew Jokes édité à Cleveland (1908)

Souvent réponse à l'antisémitisme, l'humour juif reprend les poncifs des accusations des antisémites, où les Juifs rient les premiers de leurs défauts vrais et surtout supposés. L'humour antisémite est récupéré par les Juifs par autodérision et par amour de l’humour. Le seul critère pour reconnaître une blague antisémite est qu'elle est racontée par un antisémite : son intention est différente,. La « blague antisémite, quand elle est racontée par un juif à un autre juif (...), se libère de son côté nauséabond pour retrouver les fonctions premières de l’humour, la rupture, le chemin de travers, le jeu, le jeu de mots, l’absurde, la transgression, le manque de respect ». Pour autant, le risque demeure d'une utilisation antisémite de cet humour par les non-juifs.
Pour Genette, l'humour juif consiste « à se faire, non pas plus bête, mais par exemple plus cupide, ou plus sale, ou plus roublard, ou plus pleutre, ou plus cynique, ou plus possessif (la « mère juive »), etc. », en jouant « constamment de cette ambiguïté dans le registre d'une auto-dépréciation semi-feinte ». L'humour juif doit donc être fait par un Juif à partir d'éléments de la culture juive. La caractéristique de cet humour est donc à deux niveaux, d'une part la forme employée, l'auto-dénigrement, d'autre part la thématique employée
L'évolution de l'humour juif montre une première phase préparatoire marquée par « l'ironie dirigée contre soi-même ou sa communauté » et une seconde, moderne, due au développement de la culture yiddish où l'humour est « plus douloureux, sorte d'incertitude existentielle teintée d'indulgence et de bienveillance ». Cet humour est rendu public par la littérature, le théâtre, le cinéma, la télévision ou la bande-dessinée.
L'historienne Salcia Landmann ou le dessinateur Jul considèrent qu'une des caractéristiques fondamentales de ce type d'humour à travers l'expérience millénaire de la diaspora juive, est d'être toujours en marge, du côté des minorités, des sans-droit et des opprimés, et jamais « au centre du pouvoir », ce qui fait qu'en définitive, il puise sa force dans cette absence de pouvoir. La première anthologie connue après la Seconde Guerre mondiale est de l'écrivaine suisse, Salcia Landmann, née Salcia Passweg, publié en allemand en 1960 . Le livre a été traduit en 1962 en néerlandais et est devenue la source de plusieurs autres livres, qui ne l'ont pas toujours cité.
Humour illustrant pleinement la culture juive, sa longévité et son succès montrent que cet humour possède une force consolatrice, résiliente et ainsi, universelle.
Dans son ouvrage Le mot d’esprit et sa relation à l’inconscient, Sigmund Freud écrit en 1905 : « Je doute qu’il soit encore si fréquent qu’un peuple se moque à ce point de lui-même »,.

## Quelques thèmes anciens ou récents
Joseph Klatzmann distingue les « thèmes de toujours » – mère juive, religion, argent – des thèmes propres au contexte historico-social des pays d'adoption des Juifs.
De manière plus englobante :  
- Cinq Juifs ont changé la manière de voir le monde :

Moïse a dit : Tout est loi.
Jésus a dit : Tout est amour.
Marx a dit : Tout est argent.
Freud a dit :  Tout est sexe / Tout est dans la tête.
Einstein a dit : Tout est relatif.

### Dieu et religion
Pour Delphine Horvilleur, on peut rire de Dieu, du divin et du transcendant parce qu'on considère que Dieu est suffisamment grand, immense et infini pour ne pas être sujet à la vexation - et peut même rire des histoires juives. Ainsi, un proverbe juif dit : « L'homme pense, Dieu rit ».
La religion est une source classique d'humour juif : interprétation des règles du chabbat, opinions de rabbin, incidents à la synagogue, relations avec les autres religions, les sujets abondent :
- Dieu parle à Moïse sur le mont Sinaï : « Et souviens-toi Moïse, en ce qui concerne les lois kasher, ne cuisine jamais un veau dans le lait de sa mère. C'est cruel. - Oh ! Alors on ne doit jamais manger de lait et de viande en même temps ? demande Moïse  - Non, ce que je veux dire, répond Dieu, c'est que tu ne dois jamais cuisiner le veau dans le lait de sa mère. - Mon Dieu, pardonne mon ignorance mais, ce que tu veux dire, c'est que l'on doit attendre 6 heures après avoir mangé de la viande si l'on veut manger quelque chose fait avec du lait, de telle manière que les deux ne se retrouvent pas dans l'estomac en même temps ?  - Non Moïse, c'est tout simple ce que je veux dire : ne cuisine pas le veau dans le lait de sa mère, et c'est tout !  - Oh, Mon Dieu ! Je t'en prie, ne me blâme pas pour ma stupidité ! enchérit Moïse. Mais dis-moi plutôt : Tu veux dire que l'on doit avoir un jeu de couverts pour le lait, et un jeu de couverts pour la viande, et que si un jour on se trompe de couverts, on devra enterrer ces couverts à jamais et ne plus les utiliser ?  - Ah Moïse... Fais comme tu veux ! », lui répond Dieu.
- Quand on dit « goy », on pense à un non-juif ; mais quand on dit « un vrai goy », on pense à un juif (folklore yiddish)[20].
- Un tailleur juif met six mois à confectionner un pantalon magnifique à une star hollywoodienne. Quand elle peut venir enfin le chercher, elle se plaint au tailleur : « Vous avez mis six mois pour faire ce pantalon alors que votre Dieu a mis six jours pour créer le monde ». Le tailleur lui répond : « Certes mais vous avez vu le monde qu'il a fait ? »[11].
- Deux rabbins se disputent tard dans la nuit au sujet de l'existence de Dieu et, en utilisant des arguments solides tirés des textes juifs, finissent par réfuter incontestablement son existence. Le lendemain, l'un des rabbins est surpris de voir l'autre entrer dans la synagogue pour Sha'harit (services du matin). « Je pensais que nous avions convenu que Dieu n'existait pas, rappelle-t-il. - Oui, mais qu'est-ce que cela a à voir avec ça ? », répond l'autre.
- « La lettre de la Loi devrait faire partie de l'alphabet » (Stanilaw Jerzy Lec)[21].
- « Ce rabbin a les qualités de Moïse et celles d'Aristote réunies ! - Vous n'exagérez pas un peu ? lui demande-t-on. - Pas du tout ! Comme notre maître Moïse, il est bègue, et, comme Aristote, il ne connaît rigoureusement rien à la Loi juive ! »[22].
- Q : Est-il permis de voyager en avion le Shabbath ? R : Oui, aussi longtemps que vous êtes assis et maintenez votre ceinture de sécurité fermée. Dans ce cas, il est considéré que vous ne voyagez pas mais que vous portez l'avion.
- Pour le remercier, ses fidèles offrent à leur rabbin un séjour à Hawaii, tous frais payés. Entrant dans sa chambre d’hôtel, il y trouve une call-girl de luxe fort court vêtue. Aussitôt il téléphone à ses fidèles : « N’avez-vous pas honte ? comment avez-vous pu me faire ça ? ». La fille fait mine de se rhabiller et de s’en aller. Il couvre alors le téléphone et lui dit : « Vous, restez, ce n’est pas à vous que je m’adressais ! ».
- Pour Woody Allen qui a titré l'un de ses livres Dieu, Shakespeare et moi : « Non seulement Dieu n'existe pas, mais essayez de trouver un plombier le 15 août... »[16].
- Deux rabbins discutent de leurs problèmes d'écureuils dans le grenier de leur synagogue. Un rabbin avance :« Nous avons simplement appelé un exterminateur et nous n'avons plus jamais revu les écureuils. » L'autre rabbin dit : « Nous avons fait une bar-mitzvah aux écureuils et nous ne les avons plus jamais revus. »
- On demande à trois rabbins, orthodoxe, traditionaliste et réformé, s'il est censé dire une berakha (bénédiction) sur un homard (nourriture non casher donc interdite et normalement non consommée par les Juifs observants). Le rabbin orthodoxe demande : « Qu'est-ce que c'est qu'un... homard ? » Le rabbin conservateur ne sait pas quoi dire, marmonnant à propos de responsa. Et le rabbin réformé demande : « Qu'est-ce qu'une berakha ? »
- Un prêtre catholique dit à un rabbin : « Il me semble que, puisque le Créateur a créé le porc, il doit l'avoir fait dans un but. Par conséquent, ce doit être un péché de ne pas en profiter, ne pensez-vous pas ? Alors, allez-vous enfin manger du porc ? » Le rabbin répond : « J'en goûterai un peu, père - à votre mariage ».

La satire du Talmud à travers le pilpoul du quotidien juif :
- Un yid a perdu ses lunettes. Il se dit : « Si je n’ai plus de lunettes, c’est que quelqu’un me les a prises. Celui qui me les a prises, soit il possède des lunettes, ou alors il n’en a pas. Mais s’il a déjà des lunettes, alors pourquoi en prendre une autre paire ? Donc, il n’a pas de lunettes. S’il n’a pas de lunettes, il y a deux possibilités, il voit bien ou il est myope. Mais s’il voit bien, il n’a pas besoin de lunettes. Donc, il est myope. Le responsable est donc un homme qui est myope et qui n’a pas de lunettes. Mais alors, il n’a pas pu trouver les miennes. Donc, celui qui me les a prises n’est ni quelqu’un qui a des lunettes, ni quelqu’un qui n’a pas de lunettes. Donc, elles sont ici. Pourtant, je vois bien qu’elles ne sont pas là. Mais si je vois... c’est donc que j’ai des lunettes sur le nez. Mais alors, si j’ai des lunettes sur mon nez, c’est soit les miennes, soit celles de quelqu’un d’autre. Mais comment les lunettes d’un autre arriveraient-elles sur mon nez ? Puisque ce ne sont pas les lunettes d’un autre, ce sont donc les miennes. Voilà, je les ai trouvées, elles sont sur mon nez ! »[9].

### Mère juive
La mère juive, décrite comme dominante et persuadée que son fils est le meilleur, est un grand classique qui a d’ailleurs donné lieu à une pièce intitulée : Comment devenir une mère juive en 10 leçons, de Paul Fuks, d’après Dan Greenburg.
- « Pourquoi peut-on être sûr que Jésus était juif ? » Réponse : « Parce qu’il avait le même métier que son père, qu'il croyait que sa mère était vierge et que sa mère croyait qu'il était un dieu ! »
- Un fils rentre à la maison pour rapporter à sa mère juive que le psychanalyste lui a dit qu'il souffre du complexe d'Œdipe. « Œdipe ? Shmœdipe ! répond la mère avec mépris, l'important c'est que tu aimes ta mère ! »
- Une mère juive encourage son fils à se projeter dans l'avenir en le comblant de souhaits : « Un jour, mon chéri, tu te marieras... Tu auras des enfants... Et le moment venu, j'espère qu'ils te feront souffrir autant que tu me fais souffrir ! »[11].
- Une mère juive : « Être prix Nobel, est-ce tant demander à cet enfant après tout ce que j'ai fait pour lui ?! »[23].
- Un Juif est allongé sur son lit de mort, entouré de ses enfants. « Ah, dit-il, je peux sentir l'odeur du ragoût de bœuf de votre mère - comme j'aimerais le goûter une dernière fois avant de mourir ! ». Alors un de ses fils se précipite vers la cuisine mais il en revient les mains vides : « Désolé, papa. Maman dit que c'est pour la Shivah (semaine de deuil) ».
- C'est un Juif qui téléphone à sa mère :  - Allô Maman ? Comment ça va ?  - Ça va bien..., répond la femme. - Oh ! Désolé, madame, mais je me suis trompé de numéro...
- Le serveur demande à un groupe de mères juives qui dînent au restaurant : « Veuillez m'excuser mesdames mais y aurait-il une seule chose qui vous convienne ? »

### Argent et commerce
L’argent et le commerce, thèmes éculés des plaisanteries antisémites, se retrouvent aussi dans l’humour juif :
- Parmi celles citées par Joseph Klatzmann dans L’humour juif, cette simple phrase d’une ironie amère : « Dieu aime les pauvres et aide les riches ».
- « Quelle est la blague juive la plus courte ? - Dieu soit loué ! »[12].
- « On entend souvent les gens se plaindre qu'ils n'ont pas de quoi vivre. Mais je n'ai jamais entendu quelqu'un se plaindre de n'avoir pas de quoi mourir » (Levi Yitzhik de Berditchev)[24].
- Kohn et Grün descendent dans un hôtel. Le matin, Grün demande à Kohn : « As-tu pris une douche ? ». Kohn répond : « Pourquoi ? Il en manque une ? »[12]
- Woody Allen a par exemple lancé la phrase suivante sur scène, pour évoquer la réputation de pingrerie des Juifs : « Je tiens beaucoup à ma montre, c’est mon grand-père qui me l’a vendue sur son lit de mort »[25].
- Q : Pourquoi Hitler s'est-il suicidé ? R : À cause de la facture de gaz[11].
- Un petit garçon juif va voir son père et lui demande 5 Francs d'argent de poche. Le père répond : « Quoi ?! 4 Francs ?! Qu'est-ce tu vas faire avec 3 Francs, on ne peut rien s'acheter avec 2 Francs ! Allez tiens, voilà 1 Franc et partage avec ton frère ! »
- Un moine bouddhiste se rend chez un barbier pour se faire raser la tête. « Combien vous dois-je ? » demande le moine. « Aucun argent, pour un saint homme comme vous », répond le barbier. Et vous savez quoi ? le lendemain, le barbier vient ouvrir sa boutique et trouve sur le pas de sa porte une dizaine de pierres précieuses. Plus tard dans la journée, un prêtre vient se faire couper les cheveux. « « Combien te dois-je, mon fils ? » demande le prêtre. « Aucun argent, pour un homme en soutane comme vous. » Et vous savez quoi ? le lendemain, le barbier vient ouvrir sa boutique et trouve sur le pas de sa porte une dizaine de roses. Plus tard dans la journée, le rabbin Finklestein entre pour faire réduire ses peyot. « Combien veux-tu que je te doive ? » demande le rabbin. « Rien, pour un homme de Dieu tel que vous », répond le barbier. Et le lendemain matin, vous savez quoi ? Le barbier trouve sur le pas de la porte de sa boutique une dizaine de rabbins !

### Antisémitisme
L’antisémitisme lui-même est une source de plaisanteries :
- Dans un petit shtetl, on vient de retrouver le corps d'une jeune fille. Inquiets, les Juifs du village se réunissent dans la synagogue, et, si la victime est catholique, ils craignent un nouveau pogrom. Arrive alors le rabbin qui leur crie : « Excellente nouvelle mes amis : la morte n'est qu'une juive ! »
- Un Juif de Livourne se rend dans un cirque où un éléphant fait des tours extraordinaires et s'écrit : « L'éléphant aussi est juif ! »[26].
- Après l’assassinat du tsar Nicolas II en Russie, un représentant du gouvernement en Ukraine menace un rabbin : « Je suppose que tu sais qui est derrière ça ! » - « Ach, répond le rabbin, je n’en sais rien, mais de toute façon le gouvernement va conclure comme d’habitude : ce sera la faute des Juifs et des ramoneurs. » L’homme du gouvernement demande : « Pourquoi les ramoneurs ? » Le rabbin lui répond : « Pourquoi les Juifs ? »
  - Une variante internationale et synthétique donne : « Demain, on arrête tous les Juifs et les coiffeurs ! » - « Pourquoi les coiffeurs ? »
- Lors d'un voyage du jeune Moshé à Moscou, un policier l’arrête et lui demande son nom : « Moshé », répond-il. - « Si jeune, et déjà juif ! », s’exclame le policier russe[6].
- Les Juifs sont un peuple qui a peur : dix-neuf siècles d'amour chrétien ont brisé leurs nerfs ! (Israel Zangwill)[27]
- Berlin 1934. Hitler est au pouvoir et applique ses théories pangermanistes. Un homme se présente au bureau d'état-civil, et s'adresse affolé au  fonctionnaire : « Monsieur, il faut que je change de nom, vite ! - Bien, voici les conditions (formalités, prix, délai)... Alors Monsieur, quel est votre nom actuel ? interroge le fonctionnaire. - Adolf Blumensteinovitchthal, répond le Juif. - Ah oui, effectivement, je comprends... et comment souhaiteriez-vous vous appeler ? demande le fonctionnaire. - David Blumensteinovitchthal... »
- En Allemagne au début du nazisme, un Juif rencontre dans un café un autre Juif qui lit le journal antisémite Der Stürmer. « Mais comment, tu lis cette horreur ? » - « Bien sûr : quand je lis de la presse juive, il n’y a que des mauvaises nouvelles, des persécutions, de l’antisémitisme partout… Alors que dans ce journal, il est écrit que nous sommes les maîtres du monde et contrôlons tout, c’est quand même plus réconfortant ! »
- Albert Einstein explique à une jeune femme qui l'interroge la théorie de la relativité : « C'est une théorie qui casse les données du temps et de l'espace. Ainsi, dans l'Allemagne nazie, je suis considéré comme un Juif ; en France, je suis un Allemand ; en Angleterre, je suis un réfugié ; en Amérique, je suis un professeur et partout ailleurs, je suis un apatride ! »[28].
- Q : « Pourquoi le violon est-il l’instrument favori des musiciens juifs ? » R : « Parce que c’est plus facile à emporter qu’un piano en cas de pogrom. »
- Salomon et Sarah deux vieux juifs sont couchés dans leur lit. Soudain Salomon réveille sa femme :  - Dis moi Sarah ? Quand nous vivions en Pologne et que les paysans du village voisin on fait un pogrom et brûlé notre maison, tu étais avec moi?  - Mais oui Salomon, j'étais avec toi. - Dis moi Sarah ? En 42 à Paris, lors de la rafle où les nazis nous ont capturés, tu étais avec moi?  - Mais oui Salomon, j'étais avec toi. - Dis moi Sarah ? À Auschwitz dans le camp, tu étais avec moi?  - Mais oui Salomon, j'étais avec toi. - Dis moi Sarah ? Quand on s'est échappé du camp, tu étais avec moi?  - Mais oui Salomon, j'étais avec toi. - Dis moi Sarah ? Quand les Allemands nous ont rattrapés après trois jours de marche dans la neige, tu étais avec moi ?  - Mais oui Salomon, j'étais avec toi. - Dis moi Sarah ? tu me porterais pas un peu la poisse ?

### Autodérision
L’autodérision :
- « Pourquoi les Juifs ne prennent-ils pas d’aspirine ? » Réponse : « Parce que ça enlève la douleur ! »
- Le rabbin Menahem Mendel de Kotzk dit à son futur beau-père : « Oui, je sais que votre fille est laide, borgne, pauvre et méchante - pourtant, je l'épouse. Et vous pensez sans doute que je fais preuve d'un esprit de sacrifice ? Pas du tout ! Je ne fais qu'imiter Dieu qui a choisi le peuple juif ! »[29]
- Q : Comment pouvez-vous toujours repérer les convertis au judaïsme ? R : C'est facile. Ce sont les seuls normaux dans la congrégation.
- Q : Quelle est la différence entre un fourreur et un psychanalyste ?  R : Une génération !
- Les juifs sont un peuple qui ne peut pas dormir et ne laisse pas les autres dormir ! (Isaac Bashevis Singer)[27].
- « Un jour, je rencontre un assureur de mon âge qui avait les cheveux noirs. Jaloux, je lui demande comment il s'y prend : "Je fais beaucoup de sport, me répond-il. J'achète des revues pornographiques, je mange bien et je me laisse vivre. Et à part cela, je me teins les cheveux." » (Ephraïm Kishon)[30].
- « Il n'est pas facile d'être président de deux cent millions d'Américains, se plaint le président américain Truman au président israélien Weizmann. - C'est quand même plus facile que d'être président d'un million de présidents (israéliens) ! répond Weizmann ! »[31].
- La plaisanterie du schlémil et/ou du shlemazel, le bon-à-rien ou l'éternel malchanceux.
- Le juif religieux utilisait également l'humour, aussi avec l'une des compétences artistiques les plus connues déjà dans le judaïsme ancien : la musique et le chant ; ainsi la chanson Grand Tzaddik met en lumière « l'excès folklorique » accordé de manière théâtrale et dramatique à des personnages marquants : la figure du Tzaddik, le juste, devient la caricature de quelqu'un qui veut être « exagérément juste », un cas vu dans le hassidisme original comme une prétendue considération exaltée de soi-même au-delà de la normalité et donc un trait distinctif de son contraire, l'arrogance[32]. Happy Clappy est aussi « aux confins entre l’ironie et le folklore juif »[33].

### Absurde
L’absurde :
- Le père : Mon fils, j’ai une devinette pour toi : qu'est-ce qui est vert, humide, accroché au mur et qui siffle ? Le fils : Hum, je ne sais pas papa. Le père :  C’est un hareng !  Le fils : Un hareng ? Mais ce n’est pas accroché au mur !  Le père :  Si, si tu le cloues au mur, ça peut être accroché au mur. Le fils :  Mais ce n’est ni vert ni humide ! Le père :  Si, si tu le peins en vert, il sera vert et tant que la peinture n’est pas sèche, il est humide. Le fils : Mais il ne peut pas siffler ! Le père : « Ah, ça ? c’était juste pour que la devinette ne soit pas trop facile[34] !
- Pourquoi un Juif répond-il toujours à une question par une autre question ? - Pourquoi pas ? répond-on.
- Dans un wagon de chemin de fer, arrive un jeune Juif tout de noir vêtu. Il s'assied à côté d'un homme qui indéniablement est juif aussi (vêtu de noir, chapeau, barbe, etc.) Passe un moment. Le jeune homme : « Monsieur, auriez-vous l'heure s'il vous plaît ? »  L'autre imperturbable continue de lire la Torah. Un autre long moment passe. Il tente à nouveau : « Excusez-moi, monsieur, pourriez vous me donner l'heure ? »  Le vieux ne bouge pas, ne répond rien. Le temps passe encore, et enfin le train arrive au terminus. « Il est 17h30, dit enfin le vieux  - Mais pourquoi vous me le dites maintenant ? Nous sommes arrivés, je n'ai plus besoin de savoir l'heure, réplique le jeune homme. Le vieil homme explique : Si tout à l'heure je vous avais donné l'heure, nous aurions lié connaissance, on aurait parlé. J'aurais appris que tu connais Untel, que moi aussi je connais, on aurait sympathisé, tu serais venu chez moi, tu aurais rencontré ma fille. Comme elle est belle ma fille, tu serais tombé amoureux, tu aurais voulu l'épouser... Et t'imagines que je vais donner ma fille à un garçon qui n'a même pas de quoi s'offrir une montre ?! »
- « Quand on dit vrai, on est la majorité même si on est seul » (folklore yiddish)[35]
- Le spécialiste de l'humour juif Alter Druyanov (en) rencontre le poète Haïm Nahman Bialik : « Je voulais te raconter une merveilleuse blague juive mais je l'ai oubliée ! - Si tu appelles cela une bonne histoire, alors j'en ai une bien meilleure ! », lui répond Bialik[36].
- Un sourd a entendu un muet raconter qu'un aveugle a vu un boiteux courir (folklore yiddish)[13]

## Limites à propos de la Shoah?
Les archives (Ringelblum Archive) de l'époque de la Shoah collectées clandestinement par une équipe dirigée par une victime, Emanuel Ringelblum, documentent la vie quotidienne dans les ghettos juifs organisés par les nazis, en particulier le ghetto de Varsovie. Ces documents montrent notamment la perspective humoristique de la vie juive inhumaine ; les archives comprennent des blagues sur les Polonais, les nazis, Hitler, Staline, etc. et une bonne partie d'entre elles portent sur la vie, la mort, la maladie, la faim et l'humiliation.
Terrence Des Pres, Sander Gilman et Sidra DeKoven Ezrahi (en) sont parmi les premiers chercheurs à considérer la pertinence de l'humour sur la Shoah et qui a le droit de raconter des blagues à ce sujet pour distinguer l'humour noir (mécanisme d'adaptation) de l'humour antisémite (instrument d'agression raciste),,.
Dans son livre de 1946, Viktor Frankl, professeur en neurologie et psychiatrie et survivant d'Auschwitz écrit : « Découvrir qu'il y avait un semblant d'art dans un camp de concentration doit être assez surprenant pour un étranger, mais il peut être encore plus étonné d'entendre qu'on pouvait y trouver aussi le sens de l'humour ; bien sûr, seule une faible trace... seulement pendant quelques secondes ou minutes. L'humour était une autre des armes de l'âme dans la lutte pour l'auto-préservation ». Frankl en donne un exemple : Alors que les prisonniers juifs étaient transportés vers un autre camp et que le train s'approchait du pont sur le Danube au-dessus duquel se trouvait le camp de la mort de Mauthausen, « Ceux qui n'ont jamais rien vu de semblable ne peuvent imaginer la danse de joie exécutée dans la voiture par les prisonniers lorsqu'ils ont vu que notre transport ne traversait pas le pont et se dirigeait plutôt uniquement vers Dachau » . Lorsque les détenus ont appris qu'il n'y avait pas de crématorium dans le camp, ils « ont ri et ont fait des blagues malgré et pendant tout ce qu'ils [avaient] dû traverser » : « une réponse anormale à une situation anormale est dans la nature d'un comportement normal ».
Chaya Ostrower distingue trois grandes catégories de blagues dans son livre d'interviews de 2009 Sans humour, on se serait suicidé : l'auto-humour, l'humour noir et l'humour sur la nourriture (type de blagues uniques pour la période de la Shoah).
- L'auto-humour : L'une des personnes interrogées dans cet ouvrage raconte qu'on leur avait coupé les cheveux à leur arrivée à Auschwitz. Beaucoup de femmes pleuraient mais elle s'est mise à rire. Lorsqu'on lui a demandé pourquoi, elle a répondu que jamais de sa vie elle ne s'était fait coiffer gratuitement.
- L'humour noir est un moyen de réduire l'angoisse de la conscience de la mort[41]. Les blagues juives sur le savon sont une réponse aux rumeurs qui commencent à circuler en 1942 au sujet du savon produit à partir de la graisse des Juifs[41].
  - Un exemple connu à Varsovie : « Moïshe, pourquoi utilises-tu du savon avec tant de parfum ? - Quand ils me transformeront en savon, au moins je sentirai bon, répond Moïshe »[41].
  - « Au revoir sur la même étagère ! »[45],[37].
  - « Ne mangez pas beaucoup : les Allemands auront moins de savon ! »[45],[37].
- L'humour sur la nourriture constitue environ 7 % de l'humour discuté dans l'étude. Les personnes interrogées mentionnent qu'il y avait beaucoup d'humour sur la nourriture car c'était un sujet courant, il n'y en avait jamais suffisamment. L'une d'elles se souvient qu'il y avait un groupe qui aimait discuter de recettes. Soudain, l'une des femmes perd son humour et cesse de parler. « Quel est son problème ? - Je pense que son gâteau a brûlé », est la réponse[41].

### Temps modernes
Raconter des blagues sur la Shoah en public est de nos jours illégal en Allemagne.
Démontrant que l'humour sur la Shoah n'est ni tabou ni « sacré » mais international, Alan Dundes et Thomas Hauschild citent deux versions d'une blague enregistrée en Allemagne et aux États-Unis au début des années 1980 : 
- « Combien de Juifs peuvent tenir dans une Volkswagen ? -  506 : six dans les sièges et 500 dans les cendriers »[39].

Adam Muller et Amy Freier remarquent qu'à l'époque moderne, de plus en plus de gens se sentent à l'aise pour plaisanter sur la Shoah et attribuent cela, entre autres raisons, au fait que depuis que la génération des survivants est passée, il n'y a plus de témoins des atrocités qui pourraient fournir des témoignages émouvants de première main. Cependant, « l'étiquette de l'Holocauste » prescrit de le considérer comme un événement unique, solennel et, dans une certaine mesure, sacré, et les rires liés à l'affaire perturbent cette convention et sont considérés comme de mauvais goût. D'autres personnes voient la comédie moderne sur la Shoah comme un moyen d'accepter la mémoire des horreurs nazies. En 2009, bien qu'elle soit juive elle-même, Roseanne Barr est fortement critiquée pour sa photographie d'Hitler avec un plateau de « biscuits juifs brûlés » parue dans un magazine juif satirique Heeb,.
En 2016, un film documentaire américain sur l'humour et la Shoah intitulé The Last Laugh (en), réalisé par Ferne Pearlstein, est constitué d'entretiens avec de nombreux artistes juifs pour la plupart.., et particulièrement celui d'une survivante, Renee Firestone (en), qui semble avoir traversé la Shoah avec un sens de l'humour intact, pour situer les limites du « jeu », : « It's OK to make fun of the Nazis, but not about the killing ».
- L'humoriste Judy Gold y raconte : « Si les nazis me forçaient à me tenir nue sur une ligne avec d'autres femmes, rentrerais-je mon ventre ? »
- L'humoriste Sarah Silverman semble s'approcher de la violation des tabous en racontant comment sa nièce juive a fait référence aux « 60 millions » de Juifs qui sont morts durant la Shoah. Lorsque Silverman dit que le nombre correct est de 6 millions, la nièce demande quelle est la différence. - « Parce que 60 millions seraient impardonnables, jeune fille », répond Silverman[53].

## Aux États-Unis
A la fin du XIXe siècle, trois millions de Juifs, la plupart originaires d'Europe, s'installent aux États-Unis. Franz Kafka raconte les tribulations de l'un d'eux (dans L'Amérique ou Le disparu) et Georges Perec consacre un récit à la zone de transit d'Ellis Island.
De nombreux Européens tels Goscinny ou Gotlib sont impressionnés par l'humour révolutionnaire du magazine satirique Mad.

### Tin Pan Alley

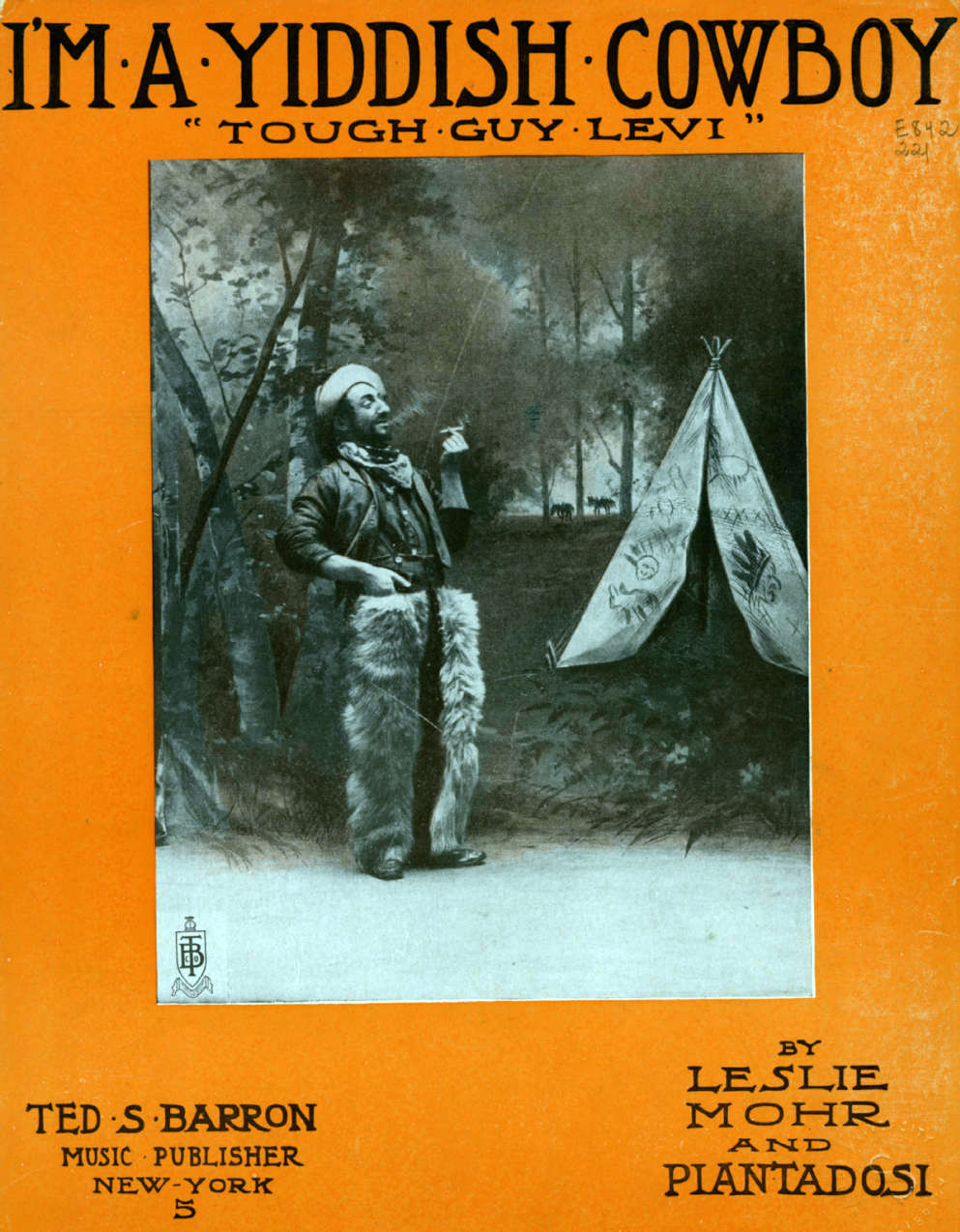
Couverture de I'm a Yiddish cowboy : un Levi dur à cuire « raconté par Guy Levi » (1908).
(Sujet : Un vrai cowboy juif du nom de Levi devient le garde du corps de Chang Kai-Chek pendant la Révolution chinoise).

Dès le XIXe siècle, nombre de professionnels de la musique aux États-Unis sont des Juifs ayant fui les pogroms antisémites ou émigrés d'Europe centrale et orientale ; ces représentants de la culture juive yiddish participent activement à la construction de l'industrie musicale du Tin Pan Alley et de Broadway,.
À la manière du Blackface déjà en vogue, des comédiens blancs non-juifs se griment façon « Jewface » (nez proéminent, barbe hirsute, accent yiddish) pour jouer des personnages de vaudeville, en s'appuyant sur des stéréotypes moqueurs voire diffamants visant la communauté juive immigrée, où les Juifs sont dépeints comme des escrocs ou des criminels. Le tout s'accompagne de chansons du Tin Pan Alley composées par des compositeurs juifs comme Irving Berlin.
S'il existe un public juif et non-juif pour apprécier ces morceaux, d'autres Juifs sont bouleversés par ces représentations et la Conférence centrale des rabbins américains en 1909 adopte une résolution pour protester (vainement) contre ces représentations du Juif sur scène. Quand les Juifs décident d'incarner eux-mêmes ces rôles s'inscrivant, selon eux, dans le cadre de l'humour juif, les stéréotypes dépeints deviennent « moins péjoratifs », tout en restant autodérisoires.

### Représentants

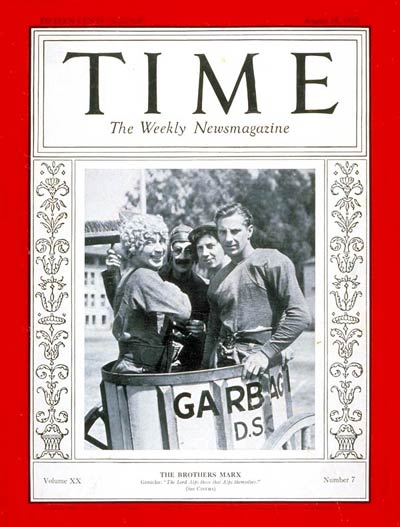
Groucho, Harpo, Chico & Zeppo Marx en couverture du Time magazine (15 août 1932)

Aux États-Unis, le plus célèbre représentant pour les Français est Woody Allen, ce dernier étant devenu pour eux l’image même de l’humour juif new-yorkais associé à Manhattan.
- « L'amour est profond. Alors que le sexe ne mesure que quelques centimètres »[16].

Plus tôt dans l’histoire du cinéma, les Marx Brothers sont brillamment passés des scènes de Broadway au grand écran.
- « Ce qui est difficile, ce n'est pas d'être grand-père ; c'est d'être marié à une grand-mère ! » (Groucho Marx)[59].

- « Le monde ne serait pas dans un tel état s'il n'avait existé qu'un seul Marx : Groucho »[60]. (Irving Berlin)

Si l’inspiration juive de Charlie Chaplin est controversée, le barbier du film Le Dictateur (1940) est explicitement issu du monde juif en butte aux persécutions nazies. On peut citer également Danny Kaye, Jerry Lewis, Andy Kaufman, Jim Abrahams, Larry David ou Jerry Seinfeld.
En 1968, dans le film The Producers de Mel Brooks, un producteur véreux cherche à monter une comédie musicale à Broadway intitulée Le Printemps d'Hitler. Le film applique la formule de Steve Allen : « Tragédie + temps = comédie ».
Plusieurs grands écrivains, comme Saul Bellow, Cholem Aleikhem, Isaac Bashevis Singer ou Philip Roth, ont illustré l’humour juif dans la littérature américaine.
- Un rabbin, un pasteur et un prêtre catholique jouent au poker dans une salle clandestine quand la police interrompt le jeu. S'adressant au prêtre, l'officier de police en chef dit : « Père Murphy, étiez-vous en train de jouer ? ». Levant les yeux vers le ciel, le prêtre murmure : « Seigneur, pardonne-moi ce que je vais faire ». Au policier, il dit alors : « Non, officier, je ne jouais pas ». L'officier demande alors au pasteur : « Pasteur Johnson, étiez-vous en train de jouer ? ». Encore une fois, après un appel au ciel, le pasteur répond : « Non, officier, je ne jouais pas ». Se tournant enfin vers le rabbin, l'officier demande à nouveau : « Rabbi Goldstein, jouiez-vous ? ». En haussant les épaules, le rabbin répond : « Avec qui ? »
- Pendant la Seconde Guerre mondiale, un sergent en poste à Fort Benning reçoit un appel téléphonique d'une femme charitable et pleine de préjugés. « Nous serions ravis, lui demande-elle, si vous pouviez amener cinq de vos soldats chez nous pour le dîner de Thanksgiving. — Certainement, madame, répond le sergent. — Oh... assurez-vous simplement qu'ils ne sont pas juifs, bien sûr, ajoute la femme. — J'en ferai mon affaire », répond le sergent. Ainsi, alors que la dame cuisine le jour de Thanksgiving, on sonne à sa porte. Elle court ouvrir et, à sa grande horreur, cinq soldats noirs se tiennent devant elle. « Oh non ! s'exclama-t-elle. J'ai bien peur qu'il y ait eu une terrible erreur !  — Non madame, répond l'un des soldats. Le sergent Rosenbloom ne fait jamais d'erreurs ! »

Des plaisanteries ont également construites sur le changement des rôles sociaux de genre (dans le mouvement orthodoxe plus traditionnel, les femmes se marient à un jeune âge et ont de nombreux enfants, tandis que les mouvements conservateurs et réformistes plus libéraux rendent les rôles de genre plus égalitaires, ordonnant même des femmes comme rabbins). Le mouvement reconstructionniste est le premier à ordonner des homosexuels, ce qui conduit à de nouvelles plaisanteries :
- Woody Allen en stand-up : « Nous avons été mariés par un rabbin réformé à Long Island. Un rabbin vraiment réformé : un Nazi ».
- « Sarah, comment va ton garçon ?  - David ? Ach, ne m'en parle pas : il vit à Miami avec un homme nommé Miguel !  - C'est terrible !  - Je sais. Pourquoi n'a-t-il pas pu trouver un gentil garçon juif ? »
- Lors d'un mariage orthodoxe, la mère de la mariée est enceinte. Lors d'un mariage conservateur, la mariée est enceinte. Lors d'un mariage réformé, la rabbine est enceinte. Lors d'un mariage reconstructionniste, le rabbin et sa femme sont tous les deux enceintes.

Au tournant du siècle et dans les années 2000, de nombreux artistes humoristes américains sont d'ascendance juive comme Carl Reiner, Rob Reiner, Robert Clary, Gilbert Gottfried, Joan Rivers, Mel Brooks, David Cross, Jerry Seinfeld ou Larry Charles.

### En France
La littérature française est riche d’écrivains juifs connus pour leur humour, et pourtant ceux-ci, d’André Maurois à René Goscinny en passant par Marcel Gotlib, Georges Perec ou Jacques Lanzmann, pratiquent un humour non communautaire, dont les thèmes ne se réfèrent pas à leurs origines. Cependant, le dessinateur Jul remarque que le typique village gaulois d'Astérix est en fait le shtetl d'Europe centrale, vivant en vase clos, avec un rabbin sage et conseilleur (Panoramix), toujours assiégé par des ennemis.
Le dessinateur d’origine juive Georges Wolinski (assassiné lors de l'attentat contre Charlie Hebdo en 2015) qui se disait contre les idées d’humour juif, noir, anglais, ou américain, déclara : « Même en admettant que chez les Juifs il y ait plus de gens qui ont de l’humour qu’ailleurs, leur humour est celui de tout le monde. ».
Un auteur qui échappe à cette règle est Tristan Bernard. Pendant l’Occupation de la France, devant la persécution qui menace, il a ces phrases : 
- « Peuple élu, peuple élu ? Vous voulez dire en ballotage ! » [62] ?
- « Comme c'est triste d'avoir si peu d'occupation dans un pays si occupé ! »
- « Tous les comptes sont bloqués, tous les Bloch (prononcer bloc) sont comptés »

- - ou dans une version plus fréquente : « On bloque les comptes et on compte les Bloch »[63].

De son côté, Pierre Dac, figure importante de Radio Londres pendant l’Occupation, met son humour au service de la Résistance et du patriotisme, et, lorsqu’il se réfère au fait qu’il est juif, c’est pour brocarder les « collaborateurs » au nom de son frère, mort au champ d’honneur pendant la Grande Guerre.
Sur scène, l’humour juif, a été représenté par des comédiens dans certains de leurs sketches, comme Robert Castel, Judka Herpstu (« Popeck »), Michel Boujenah, Élie Semoun, Élie Kakou, Gad Elmaleh, Patrick Timsit, Gérard Dahan, Anne Roumanoff ou Jean-François Dérec. Le personnage de « Grand-père Schlomo », un tailleur juif est créé et incarné sur scène dans les années 1980 par Lionel Rocheman. Par ailleurs, l’incarnation même de la mère juive dans plusieurs films et pièces de théâtre a souvent été attribuée à la comédienne non-juive Marthe Villalonga.
Au cinéma, des exemples d’humour juif sont, en France, Les Aventures de Rabbi Jacob (1973), Lévy et Goliath (1987), tous deux de Gérard Oury, mais aussi certains films d'Alexandre Arcady comme Le Coup de sirocco (1979) ou Le Grand Pardon (1982)  et, autour du quartier parisien du Sentier et des Sépharades, La Vérité si je mens ! (1997) de Thomas Gilou et ses suites. Le film Le Tango des Rashevski (2003) présente avec humour les questions relatives à la conversion au judaïsme.
Les albums de la bande dessinée Le Chat du rabbin de Joann Sfar, situés dans l’Algérie des années 1930, marquent un renouveau de l’humour juif.
Olivier Ranson, dessinateur de presse d’actualité (Le Parisien), manie aussi volontiers l’humour juif, dans des magazines ou dans des bandes dessinées comme La vérité, ma mère, Les aventures de Supfermann où il met en scène une variante ashkénaze de Superman.
En parallèle, l'historienne de l'humour Judith Stora-Sandor remarque qu'« il ne suffit pas d'être juif pour faire de l'humour juif. Proust, par exemple, ne répond pas aux critères ».

## Au Royaume-Uni
Le Roi des Schnorrers, roman d’Israel Zangwill paru en 1894, est un classique de l’humour juif qui met en scène l’affrontement burlesque d’un philanthrope ashkénaze et d’un mendiant (un Schnorrer ) sépharade aussi misérable que beau parleur, héros qui a inspiré aussi bien des personnages d'Isaac Bashevis Singer que le Mangeclous d’Albert Cohen.
Au cinéma, des exemples d’humour juif sont, au Royaume-Uni, quelques films Carry On (1958-1992), qui présentent Sid James et Bernard Bresslaw. Sur la radio britannique, on peut citer Denis Norden, humoriste juif qui a écrit l'émission Take it from Here! dans les années 1950.

## En URSS
La littérature soviétique comptait de nombreux auteurs de « nationalité juive » dont certains ont écrit des chefs-d’œuvre humoristico-satiriques. Par exemple, Les Douze Chaises d’Ilya Ilf et Evgueni Petrov. Le calvaire des refuzniks a également été l’un des thèmes de l’humour juif soviétique.
- Une femme entre dans une boucherie : « Bonjour monsieur le boucher, vous auriez du filet ? - Non madame, pas de filet - De la bavette, peut-être ? - Non, pas de bavette non plus - Alors de la macreuse ? du faux-filet ? insiste-t-elle. - Non, rien de tout ça », répond le boucher. La cliente s'en va et le boucher dit à son épouse : « Cette femme, quelle mémoire elle a ! ».
- Q : Rabinovich, qu'est-ce que la chance ? R : La chance est de vivre dans notre mère patrie socialiste !  Q : Et qu'est-ce que la malchance ? R : La malchance est d'avoir une telle « chance »...
- Q : Camarade Lev, pourquoi maintenant, alors que les choses s'améliorent pour votre peuple, demandez-vous un visa de sortie pour faire votre aliyah en Israël ?  R : Eh bien, camarade, il y a deux raisons. La première est que mon voisin d'à côté m'a dit qu'après qu'ils se seront débarrassés de vous, les communistes, ils s'en prendront ensuite aux Juifs. Q : Mais ils ne se débarrasseront jamais de nous les communistes !  R : Je sais, je sais, bien sûr que tu as raison ! Et c'est justement l'autre raison.
- Une anekdot affirme que le joailler Max Leibovitch, oui, celui des jolies alliances dans la toute petite boutique, attendit depuis des décennies un visa d’émigration pour aller vivre auprès de sa famille à Jérusalem. L’URSS vacillant, enfin on le lui accorde. À l’aéroport de Moscou, les douaniers s’étonnent de trouver dans sa valise un petit buste de Lénine en bronze : « C’est quoi, ça ? » Max : « En voilà une façon de parler du fondateur de l’URSS ! j'emporte dans ma famille ce souvenir du pays grâce auquel j'ai pu faire des études, échapper aux nazis et avoir du travail ! » Les douaniers le laissent passer. Il débarque à l’aéroport de Tel-Aviv où les douaniers s’étonnent à nouveau : « Lénine, ici ? pourquoi ? » Max : « Il fera le cochonnet pour jouer aux boules, pour me rappeler les années de Goulag de mon pauvre père et la vie de chicanes et de privations que j’ai eue en URSS ! » Les douaniers le laissent passer et il arrive dans sa famille, où les petits enfants lui demandent : « Qui c’est, ce monsieur ? » Max :  « Qui c’est ? aucune importance ! ce qui compte, c’est ce que c’est : un kilo d’or pur recouvert de bronze ! »[70]

## En Pologne
Parmi les maîtres hassidiques de Medjybij, dans l'actuelle Ukraine, le rabbin Borukh de Medjybij (1757-1811), petit-fils du Baal Shem Tov, est connu pour sa mélancolie et son fort tempérament. Afin d'essayer de guérir sa déprime chronique, ses disciples font appel à Hershel d'Ostropol comme bouffon (à l'origine, un abatteur rituel). Hershel est un des premiers comédiens juifs connus et ses exploits sont légendaires aussi bien parmi les Juifs que parmi les non-Juifs pour lesquels, il figure une sorte de héros folklorique ethnique. Hershel est enterré dans le vieux cimetière juif de Medjybij et selon une légende, le rabbin Borukh lui-même, dans un accès de rage, serait responsable de la mort de son bouffon Hershel,.
- Lorsqu'on a demandé à Hershele s'il était vrai qu'il avait battu sa femme avec un bâton pendant qu'elle le frappait sur la tête avec un rouleau à pâtisserie, il a répondu : « Pas vraiment ; parfois nous changions ».
- Pendant la fête de la Pessah, Hershele s'est une fois assis à table face à un homme riche égocentrique qui lui fait des remarques désobligeantes sur ses habitudes alimentaires. « Qu'est-ce qui vous sépare d'un cochon ? c'est ce que j'aimerais savoir », demande l'homme avec dérision. - « La table », répond Hershele.

Ancré dans l'histoire du théâtre polonais, le żydek (« petit juif »), figure généralement associée au rire et au divertissement, apparaît dans tout le théâtre folklorique polonais. « Avec une physionomie grotesque, vêtu d'une version exagérée de la tenue traditionnelle juive, souvent avec une bosse, le żydek gesticule, crie, se lamente sur les torts qui lui sont causés» ; il danse une danse juive connue sous le nom de majufes et chante des couplets dans un mélange de polonais brisé et de yiddish stylisé (une combinaison connue sous le nom de żydłaczenie). Parmi les spécialistes, (pl) Aleksander Ładnowski (1815–1891) est désigné « la personnification de l'innocence persécutée ». À la fin du XIXe siècle, le żydek devient un élément de la scène polonaise populaire, reconnaissable même une fois transformé dans les pièces de théâtre de Feliks Schober (1846–1879) ou dans la figure de Józio Grojseszyk, un dandy urbain au courant de tous les secrets de bon temps de la ville moderne.

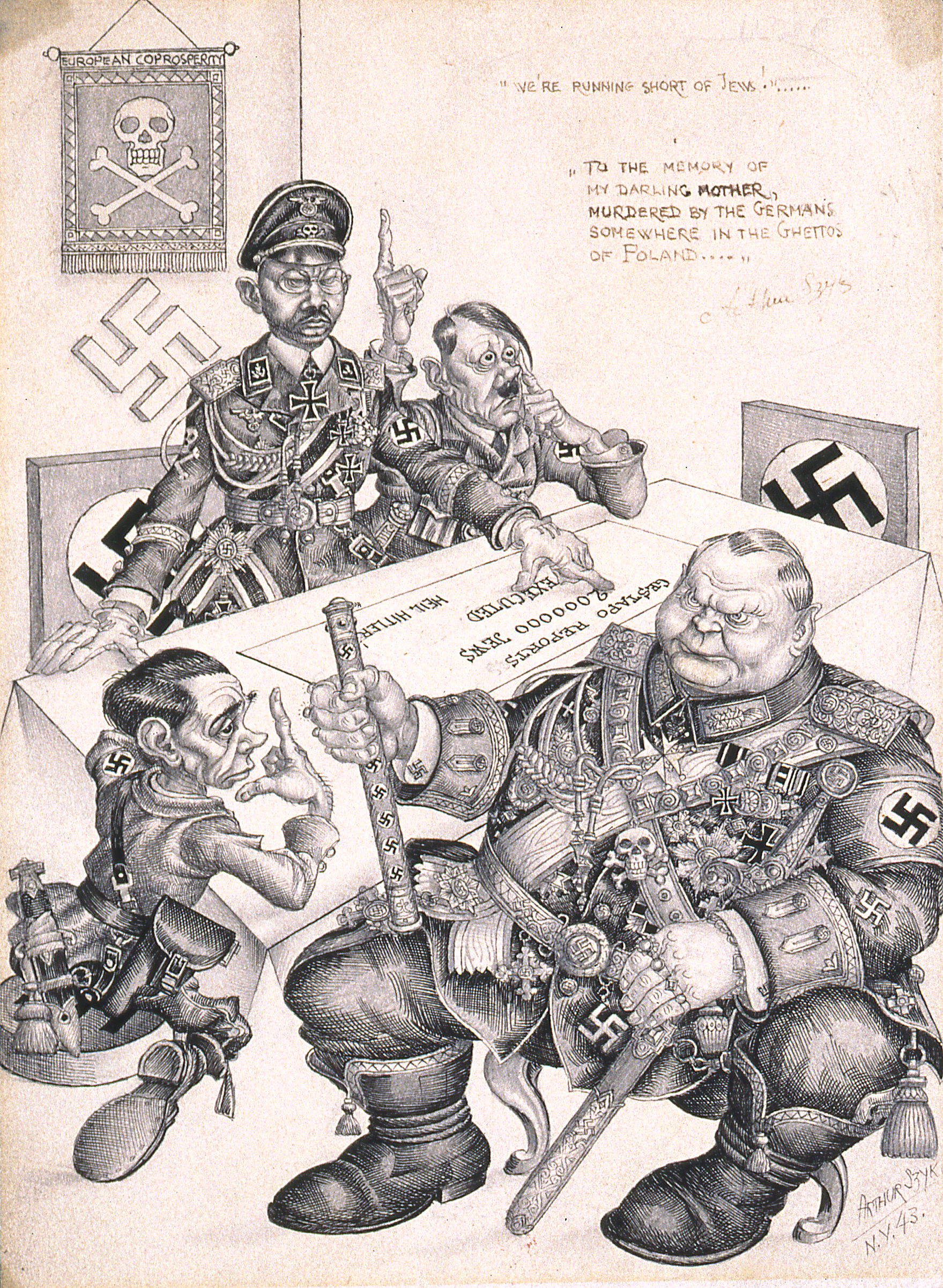
We're Running Short of Jews (« Nous sommes en manque de Juifs ») par Arthur Szyk (1943), en souvenir de są mère déportée du ghetto de Lodz vers le centre d’extermination de Chelmek et assassinée en Pologne.

Les szmonces désignaient au cours du XIXe siècle en Pologne des blagues, des sketches, des histoires courtes, basées à la fois sur l’humour juif, l'autodérision et sur le langage particulier de la communauté ashkénaze, et aussi sur un parler polonais empreint de termes yiddish. Les szmonces rencontrèrent un réel succès dans un certain nombre de cabarets en Autriche-Hongrie, et surtout en Pologne avant la Seconde Guerre mondiale où vivait la plus grande communauté juive au monde. Le Szmonce est un terme yiddish signifiant « sourire » et désignant une plaisanterie ou un non-sens en Europe centrale et particulièrement en Pologne.
Les absurdités proférées par les « sages » de la ville de Chelm, ou « ville des idiots », sont une source inépuisable de plaisanteries dans le folklore yiddish.
- Une jeune femme au foyer vivant dans la ville de Chełm a vécu un événement très étrange : un matin, après avoir beurré un morceau de pain, elle le laisse tomber accidentellement par terre. À sa grande surprise, il tombe côté beurré vers le haut. Comme tout le monde le sait, chaque fois qu'un morceau de pain beurré tombe par terre, il tombe toujours côté beurré vers le bas ; c'est physique, comme une loi de Murphy. Mais cette fois-ci, il est tombé du côté non beurré, et c'est là un grand mystère qu'il faut résoudre. Ainsi, tous les rabbins, les anciens et les sages de Chełm sont convoqués et ils passent trois jours dans la synagogue à jeûner, à prier et à débattre entre eux de ce merveilleux événement. Après ces trois jours, ils reviennent vers la jeune ménagère avec cette réponse : « Madame, le problème, c'est que vous avez beurré l'envers du pain ».
- Un habitant juif de Chełm a acheté un poisson vendredi afin de le cuisiner pour le Shabbes. Il met le poisson vivant sous son manteau et le poisson lui gifle le visage avec sa queue. Il se rend immédiatement au tribunal rabbinique de Chełm pour porter plainte ; le tribunal condamne alors le poisson à la mort par noyade.

« Cet humour aigre-doux est un mécanisme de défense, un réflexe immunitaire face aux persécutions. Il transcende les difficultés de l'existence par une pirouette. Il permet de résister à la tentation du découragement née de l'existence précaire du peuple (juif)... Mais c'est aussi une fuite sur le mode de l'imaginaire. Ce fatalisme apparent, qui permet de tout relativiser par le rire, est en fait un optimisme irraisonné ».
- Comme dans le cas de ces deux Juifs qui se rencontrent sur le quai d’une gare : « Où vas-tu ? » - « À Cracovie ! » - « Tu me dis que tu vas à Cracovie, pour que je croie que tu vas à Łódź alors que je sais que tu vas à Cracovie, alors pourquoi mens-tu ? »[79]

Certains auteurs polonais furent à la base de ce registre humoristique et moqueur, basé sur les jeux de mots, tels que le poète Julian Tuwim ou l'acteur Konrad Tom.

## En Israël
Le duo composé par Shimen Dzigan (en) et Ysrael Szumacher (en) a donné de nombreux spectacles en yiddish à travers le monde, tourné dans un film (Nos enfants, 1951), et enregistré plusieurs disques de sketches dans l’après-guerre. Originaires de Pologne où ils étaient déjà célèbres, ils ont émigré en Israël et perpétué l’esprit des conteurs ashkénazes en renouvelant leur inspiration au contact de la vie moderne.
Le dialogue culturel entre la tradition et la modernité, la communauté ashkénaze et les autres, est aussi l’objet de dérision.
- Cette nouvelle émigrante en Israël, dans le bus, rectifie en yiddish chaque parole que son jeune fils prononce en hébreu. Son voisin la questionne : « Mais voyons Madame, pourquoi ne voulez-vous pas que votre enfant parle en hébreu mais en yiddish ? » - « Parce que je veux pas il oublie il est juif ! »

À travers ses ouvrages, Ephraïm Kishon (1924-2005) est un symbole de l’humour israélien, version moderne de l’humour juif.
- Un homme meurt et monte à la cour céleste pour être jugé. Un ange l'informe qu'il doit passer un certain temps en enfer, mais qu'il ne s'inquiète pas car il peut choisir entre trois enfers différents : l'enfer français, l'enfer américain et l'enfer israélien. L'homme demande : « Quelle est la différence ? ». L'ange répond : « Eh bien, dans l'enfer français, tout le monde passe la journée à se promener sur les boulevards et à festoyer dans les bistrots. Puis, à minuit, tout le monde est mis dans l'eau la plus bouillante jusqu'au matin ». L'homme : « Oy, ça a l'air terrible ! ». L'ange : « C'est ainsi. » L'homme: « Alors, c'est quoi l'enfer américain? » L'ange : « Eh bien, dans l'enfer américain, tout le monde passe la journée à regarder des films et à manger au fast-food. Puis, à minuit, tout le monde est placé dans l'eau la plus bouillante jusqu'au matin ». L'homme : « Oy, ça a l'air terrible ! ». L'ange : « C'est ainsi. » L'homme : « Alors, c'est quoi l'enfer israélien ? » L'ange : « Eh bien, dans l'enfer israélien, tu vis dans un kibboutz : tu te lèves à l'aube pour travailler toute la journée dans les champs, à midi tu reçois du pain et du fromage. Puis, à minuit, tout le monde est placé dans l'eau la plus bouillante jusqu'au matin. » L'homme : « Cela semble horrible, pourquoi quelqu'un voudrait-il l'enfer israélien ? » L'ange : « Minuit » n'est pas exactement à minuit... l'eau n'est pas parfaitement chaude... nous pourrions probablement trouver une sorte d'accord et peut-être vous offrir un schnitzel... ».
- « À Jérusalem, j'habite un quartier dont quatre rues portent les noms de Ruth, Sulamith, Esther et Yaël. Elles sont évidemment proches de la rue du roi Salomon ! Et pour que toutes ces femmes et le roi Salomon aient une langue commune, il y a la rue Zamenhof, inventeur de l'espéranto, la langue internationale » (Yossef Haptmann)[30].

## Humour judéo-tunisien
Chez les Juifs de Tunisie, le personnage de Chrah est une sorte d'idiot du village, un Toto tunisien qui se met dans des situations absurdes ou à qui il arrive des mésaventures et autres blagues au quotidien.
- Chrah a jeté la couverture à pompons par la fenêtre parce qu’il croit qu’avec tous ses pieds, elle arriverait avant lui qui n’en a que deux. Un mendiant qui passe, croit recevoir un don d’Allah en voyant arriver la couverture à pompons sur son dos, il s’en va réchauffé. Et la pauvre mère de Chrah de s’arracher les cheveux en criant à la bêtise de son fils[19].

Les Juifs tunisiens ont d'autres cordes à leur arc humoristique, particulièrement en judéo-arabe.
- Le musulman Ahsen-Pacha appréciait  beaucoup l'esprit d'à-propos des Israélites et après avoir mis à l'épreuve leur intelligence native, il avait déclaré à son Premier ministre qui soutenait le contraire : « Allez nier après cela, l'intelligence de cette race ! Ah si tous mes sujets étaient juifs ! »[80].
- Fritnai et Freha attendent l’arrivée du convoi funèbre, qui a deux heures de retard, pour l’enterrement de leur cousine Paulette. Enfin, il arrive et Fritnai soulagée dit à Freha : « Yai Freha, jete jete Paulette ! » (Eh Freha, Paulette est arrivée, elle est arrivée !). Freha répond : « Chibahleye, amra touil ! » (Ce n'est pas trop tôt/Enfin ! qu'elle ait une longue vie !)[81].
- Trois mères juives, une Algérienne, une Marocaine et une Tunisienne, sont au café. L'Algérienne dit : « Mon fils, si il veut, il peut acheter tout Paris ». La Marocaine enchérit : « Mon fils, si il veut, il peut acheter toute la France ! » Et la Tunisienne réplique : « D'abord, qui c'est qui vous a dit que mon fils il voulait vendre ? ».
- Il est dit que le Juif tunisien désire mettre de l'argent de côté pour l'avoir devant lui, soit une façon comme une autre d'assurer ses arrières, afin de ne pas l'avoir dans le dos[82].

## Expositions
- « L’Humour Juif » présenté au théâtre Le Public à Bruxelles (Belgique), du 8 novembre au 31 décembre 2016, soit une partie de la collection du Musée Juif de Belgique